# Eerste divisie 1987/88
Het seizoen 1987/88 van de Nederlandse Eerste divisie had RKC als kampioen. De club uit Waalwijk promoveerde daarmee naar de Eredivisie. Ook de nummer 2 SC Veendam mocht rechtstreeks promoveren. In de nacompetitie pakte MVV de laatste plek in de Eredivisie.

## Eerste divisie

### Deelnemende teams
| Club            | Plaats          | Accommodatie        | Capaciteit | Trainer                                      |
| --------------- | --------------- | ------------------- | ---------- | -------------------------------------------- |
| De Graafschap   | Doetinchem      | De Vijverberg       | 12.500     | Pim Verbeek                                  |
| Eindhoven       | Eindhoven       | Aalsterweg          | 27.000     | Ted Immers                                   |
| Emmen           | Emmen           | Meerdijk            | 12.000     | Theo Verlangen                               |
| Excelsior       | Rotterdam       | Woudestein          | 11.000     | Henk Wullems                                 |
| FC Wageningen   | Wageningen      | De Wageningse Berg  | 16.000     | Piet Schrijvers                              |
| Go Ahead Eagles | Deventer        | De Adelaarshorst    | 20.000     | Nico van Zoghel Mircea Petescu               |
| Helmond Sport   | Helmond         | De Braak            | 12.000     | Theo Laseroms                                |
| Heracles '74    | Almelo          | Bornsestraat        | 20.000     | Gerard Somer Jan Morsing                     |
| MVV             | Maastricht      | De Geusselt         | 18.000     | Frans Körver                                 |
| NAC             | Breda           | Beatrixstraat       | 12.000     | Hans Verèl                                   |
| N.E.C.          | Nijmegen        | Goffertstadion      | 29.000     | Leen Looijen                                 |
| RBC             | Roosendaal      | De Luiten           | 5.900      | Epi Drost                                    |
| RKC             | Waalwijk        | Sportpark Olympia   | 6.200      | Leo van Veen                                 |
| SC Cambuur      | Leeuwarden      | Cambuurstadion      | 16.000     | Fritz Korbach                                |
| sc Heerenveen   | Heerenveen      | Abe Lenstra Stadion | 15.000     | Foppe de Haan                                |
| SC Veendam      | Veendam         | De Langeleegte      | 13.000     | Henk Nienhuis                                |
| SVV             | Schiedam        | Harga               | 10.000     | Sándor Popovics                              |
| Telstar         | Velsen-IJmuiden | Schoonenberg        | 18.000     | Cor van der Hart                             |
| Vitesse         | Arnhem          | Nieuw-Monnikenhuize | 18.000     | Hans Dorjee Niels Overweg (a.i.) Bert Jacobs |

### Eindstand
| pos | club            | gs | w  | g  | v  | pnt | dv  | dt | ds  |
| --- | --------------- | -- | -- | -- | -- | --- | --- | -- | --- |
| 1.  | RKC             | 36 | 31 | 3  | 2  | 65  | 104 | 30 | +74 |
| 2.  | SC Veendam      | 36 | 19 | 13 | 4  | 51  | 66  | 39 | +27 |
| 3.  | MVV             | 36 | 17 | 10 | 9  | 44  | 65  | 39 | +26 |
| 4.  | De Graafschap   | 36 | 16 | 12 | 8  | 44  | 58  | 42 | +16 |
| 5.  | N.E.C.          | 36 | 17 | 8  | 11 | 42  | 68  | 51 | +17 |
| 6.  | Eindhoven       | 36 | 14 | 12 | 10 | 40  | 58  | 47 | +11 |
| 7.  | RBC             | 36 | 14 | 12 | 10 | 40  | 55  | 50 | +5  |
| 8.  | Excelsior       | 36 | 14 | 10 | 12 | 38  | 48  | 42 | +6  |
| 9.  | Vitesse         | 36 | 14 | 8  | 14 | 36  | 58  | 67 | –9  |
| 10. | sc Heerenveen   | 36 | 14 | 6  | 16 | 34  | 59  | 52 | +7  |
| 11. | Go Ahead Eagles | 36 | 11 | 12 | 13 | 34  | 49  | 51 | –2  |
| 12. | SC Cambuur      | 36 | 11 | 12 | 13 | 34  | 55  | 57 | –2  |
| 13. | Telstar         | 36 | 14 | 6  | 16 | 34  | 61  | 71 | –10 |
| 14. | FC Wageningen   | 36 | 11 | 9  | 16 | 31  | 51  | 67 | –16 |
| 15. | SVV             | 36 | 11 | 7  | 18 | 29  | 57  | 72 | –15 |
| 16. | Helmond Sport   | 36 | 5  | 15 | 16 | 25  | 36  | 57 | –21 |
| 17. | NAC             | 36 | 9  | 7  | 20 | 25  | 45  | 69 | –24 |
| 18. | Emmen           | 36 | 5  | 12 | 19 | 22  | 29  | 59 | –30 |
| 19. | SC Heracles '74 | 36 | 5  | 6  | 25 | 16  | 31  | 91 | –60 |

#### Legenda
| Kleur | Kwalificatie voor                             |
| ----- | --------------------------------------------- |
|       | Promotie naar de Eredivisie                   |
|       | Nacompetitie voor promotie naar de Eredivisie |

### Uitslagen
|                 | CAM   | EVV   | EMM   | EXC   | GAE   | GRA   | HEE   | HSP   | HER   | MVV   | NAC   | NEC   | RBC   | RKC   | SVV   | TEL   | VEE   | VIT   | WAG   |
| --------------- | ----- | ----- | ----- | ----- | ----- | ----- | ----- | ----- | ----- | ----- | ----- | ----- | ----- | ----- | ----- | ----- | ----- | ----- | ----- |
| SC Cambuur      |       | 0 – 0 | 4 – 0 | 1 – 3 | 2 – 1 | 1 – 2 | 0 – 0 | 1 – 0 | 3 – 1 | 1 – 0 | 3 – 1 | 1 – 1 | 5 – 4 | 1 – 1 | 3 – 3 | 3 – 3 | 1 – 2 | 4 – 2 | 3 – 0 |
| Eindhoven       | 1 – 1 |       | 1 – 2 | 2 – 2 | 1 – 0 | 0 – 0 | 2 – 0 | 0 – 0 | 5 – 2 | 2 – 1 | 1 – 2 | 3 – 4 | 3 – 1 | 1 – 1 | 2 – 1 | 2 – 1 | 0 – 0 | 2 – 1 | 2 – 2 |
| Emmen           | 1 – 1 | 3 – 1 |       | 0 – 1 | 2 – 0 | 2 – 2 | 1 – 1 | 0 – 3 | 1 – 1 | 0 – 2 | 1 – 0 | 0 – 2 | 1 – 1 | 0 – 2 | 0 – 2 | 0 – 2 | 1 – 1 | 1 – 1 | 1 – 1 |
| Excelsior       | 3 – 1 | 1 – 0 | 1 – 0 |       | 0 – 0 | 1 – 1 | 2 – 0 | 0 – 0 | 0 – 1 | 1 – 1 | 2 – 0 | 2 – 2 | 0 – 0 | 0 – 2 | 1 – 3 | 1 – 0 | 1 – 2 | 1 – 1 | 2 – 3 |
| Go Ahead Eagles | 1 – 0 | 4 – 2 | 1 – 0 | 1 – 4 |       | 0 – 3 | 2 – 1 | 1 – 1 | 4 – 1 | 0 – 0 | 3 – 1 | 1 – 0 | 1 – 2 | 0 – 4 | 1 – 2 | 3 – 3 | 1 – 2 | 3 – 0 | 4 – 1 |
| De Graafschap   | 3 – 1 | 3 – 2 | 1 – 1 | 1 – 2 | 1 – 1 |       | 1 – 1 | 2 – 0 | 2 – 1 | 2 – 0 | 0 – 0 | 4 – 2 | 2 – 0 | 0 – 2 | 1 – 1 | 4 – 2 | 1 – 2 | 3 – 2 | 3 – 1 |
| sc Heerenveen   | 1 – 1 | 1 – 1 | 1 – 0 | 2 – 0 | 1 – 2 | 2 – 0 |       | 5 – 1 | 4 – 0 | 2 – 3 | 3 – 0 | 3 – 1 | 4 – 1 | 3 – 0 | 0 – 3 | 0 – 1 | 1 – 3 | 3 – 0 | 3 – 1 |
| Helmond Sport   | 2 – 2 | 1 – 1 | 2 – 1 | 0 – 2 | 1 – 1 | 1 – 1 | 0 – 0 |       | 3 – 0 | 1 – 4 | 1 – 2 | 2 – 3 | 0 – 2 | 0 – 3 | 4 – 1 | 1 – 2 | 0 – 0 | 1 – 1 | 0 – 0 |
| SC Heracles '74 | 0 – 2 | 1 – 4 | 0 – 2 | 1 – 0 | 1 – 1 | 1 – 2 | 1 – 0 | 1 – 1 |       | 0 – 1 | 0 – 1 | 1 – 5 | 1 – 2 | 0 – 4 | 2 – 1 | 1 – 4 | 1 – 5 | 1 – 1 | 0 – 4 |
| MVV             | 3 – 1 | 0 – 0 | 2 – 1 | 3 – 0 | 0 – 0 | 1 – 1 | 2 – 1 | 0 – 0 | 3 – 1 |       | 2 – 0 | 2 – 0 | 1 – 1 | 4 – 0 | 4 – 0 | 4 – 0 | 0 – 1 | 1 – 2 | 3 – 0 |
| NAC             | 3 – 1 | 1 – 3 | 3 – 3 | 0 – 0 | 1 – 1 | 1 – 3 | 0 – 1 | 2 – 1 | 1 – 2 | 0 – 2 |       | 2 – 2 | 1 – 2 | 2 – 7 | 2 – 1 | 1 – 0 | 1 – 1 | 2 – 3 | 1 – 2 |
| N.E.C.          | 2 – 3 | 1 – 2 | 1 – 0 | 4 – 1 | 1 – 0 | 2 – 0 | 3 – 0 | 6 – 1 | 3 – 2 | 1 – 1 | 1 – 1 |       | 1 – 2 | 0 – 3 | 5 – 1 | 4 – 1 | 0 – 1 | 1 – 0 | 1 – 1 |
| RBC             | 0 – 0 | 1 – 1 | 0 – 0 | 2 – 4 | 2 – 0 | 2 – 1 | 4 – 0 | 1 – 1 | 1 – 1 | 2 – 0 | 4 – 0 | 2 – 0 |       | 1 – 3 | 1 – 1 | 1 – 1 | 1 – 2 | 2 – 1 | 1 – 1 |
| RKC             | 3 – 0 | 1 – 0 | 2 – 1 | 1 – 0 | 3 – 1 | 4 – 1 | 6 – 3 | 1 – 0 | 5 – 0 | 3 – 1 | 4 – 3 | 3 – 0 | 5 – 1 |       | 5 – 1 | 3 – 0 | 4 – 0 | 5 – 2 | 2 – 0 |
| SVV             | 2 – 0 | 3 – 1 | 1 – 1 | 0 – 0 | 2 – 6 | 1 – 5 | 1 – 4 | 4 – 1 | 5 – 2 | 4 – 4 | 1 – 2 | 0 – 1 | 1 – 2 | 0 – 1 |       | 1 – 2 | 2 – 2 | 4 – 0 | 1 – 3 |
| Telstar         | 3 – 2 | 0 – 3 | 4 – 2 | 0 – 3 | 2 – 2 | 0 – 2 | 2 – 1 | 2 – 1 | 5 – 1 | 4 – 2 | 4 – 3 | 2 – 2 | 1 – 3 | 1 – 2 | 1 – 0 |       | 1 – 4 | 3 – 0 | 0 – 1 |
| SC Veendam      | 2 – 0 | 1 – 3 | 3 – 0 | 4 – 1 | 1 – 1 | 2 – 0 | 2 – 0 | 3 – 3 | 3 – 1 | 2 – 2 | 1 – 0 | 0 – 2 | 0 – 0 | 2 – 2 | 2 – 0 | 1 – 1 |       | 3 – 0 | 4 – 4 |
| Vitesse         | 2 – 2 | 2 – 0 | 5 – 0 | 3 – 2 | 2 – 0 | 0 – 0 | 3 – 1 | 2 – 1 | 1 – 1 | 4 – 2 | 2 – 1 | 3 – 3 | 5 – 3 | 0 – 4 | 0 – 1 | 4 – 1 | 1 – 0 |       | 1 – 0 |
| FC Wageningen   | 1 – 0 | 2 – 4 | 3 – 0 | 0 – 4 | 1 – 1 | 0 – 0 | 2 – 6 | 0 – 1 | 2 – 0 | 1 – 4 | 1 – 4 | 0 – 1 | 1 – 0 | 1 – 3 | 1 – 2 | 3 – 2 | 2 – 2 | 5 – 1 |       |

## Topscorers
| #   | Naam               | Club          | Goal |
| --- | ------------------ | ------------- | ---- |
| 1.  | Ad van de Wiel     | RKC           | 34   |
| 2.  | Cees Schapendonk   | RKC           | 22   |
| 3.  | Roland Vroomans    | Eindhoven     | 19   |
|     | Jeroen Boere       | De Graafschap | 19   |
| 5.  | Frans Janssen      | N.E.C.        | 17   |
| 6.  | Theo ten Caat      | SC Veendam    | 16   |
|     | Willem van der Ark | SC Cambuur    | 16   |
| 8.  | Ricky Talan        | Vitesse       | 15   |
|     | Arno Arts          | N.E.C.        | 15   |
| 10. | Alfons Arts        | MVV           | 14   |

## Nacompetitie

### Eindstand
| pos | club          | gs | w | g | v | pnt | dv | dt | ds  |
| --- | ------------- | -- | - | - | - | --- | -- | -- | --- |
| 1.  | MVV           | 6  | 5 | 0 | 1 | 10  | 17 | 6  | +11 |
| 2.  | Vitesse       | 6  | 2 | 1 | 3 | 5   | 10 | 14 | –4  |
| 3.  | RBC           | 6  | 2 | 1 | 3 | 5   | 8  | 13 | –5  |
| 4.  | De Graafschap | 6  | 1 | 2 | 3 | 4   | 8  | 10 | –2  |

### Legenda
| Kleur | Kwalificatie voor           |
| ----- | --------------------------- |
|       | Promotie naar de Eredivisie |

### Uitslagen
|               | GRA   | MVV   | RBC   | VIT   |
| ------------- | ----- | ----- | ----- | ----- |
| De Graafschap |       | 1 – 3 | 1 – 2 | 1 – 1 |
| MVV           | 2 – 1 |       | 3 – 0 | 6 – 2 |
| RBC           | 1 – 1 | 1 – 3 |       | 1 – 5 |
| Vitesse       | 1 – 3 | 1 – 0 | 0 – 3 |       |

## Trivia
- RKC wist de eerste 22 wedstrijden vanaf de start van de competitie te winnen. Tijdens de 23e wedstrijd werd tegen SC Veendam het eerste puntverlies geleden met een 2-2 gelijkspel.

SC Cambuur ·
Eindhoven ·
Emmen ·
Excelsior ·
Go Ahead Eagles ·
De Graafschap ·
sc Heerenveen ·
Helmond Sport ·
SC Heracles ·
MVV ·
NAC ·
N.E.C. ·
RBC ·
RKC ·
SVV ·
Telstar ·
SC Veendam ·
Vitesse ·
FC Wageningen
Eerste klasse

1955/56

Eerste divisie

1956/57 · 1957/58 · 1958/59 · 1959/60 · 1960/61 · 1961/62 · 1962/63 · 1963/64 · 1964/65 · 1965/66 · 1966/67 · 1967/68 · 1968/69 · 1969/70 · 1970/71 · 1971/72 · 1972/73 · 1973/74 · 1974/75 · 1975/76 · 1976/77 · 1977/78 · 1978/79 · 1979/80 · 1980/81 · 1981/82 · 1982/83 · 1983/84 · 1984/85 · 1985/86 · 1986/87 · 1987/88 · 1988/89 · 1989/90 · 1990/91 · 1991/92 · 1992/93 · 1993/94 · 1994/95 · 1995/96 · 1996/97 · 1997/98 · 1998/99 · 1999/00 · 2000/01 · 2001/02 · 2002/03 · 2003/04 · 2004/05 · 2005/06 · 2006/07 · 2007/08 · 2008/09 · 2009/10 · 2010/11 · 2011/12 · 2012/13 · 2013/14 · 2014/15 · 2015/16 · 2016/17 · 2017/18 · 2018/19 · 2019/20 · 2020/21 · 2021/22 · 2022/23 · 2023/24 · 2024/25

Eredivisie · Eerste divisie · Johan Cruijff Schaal · KNVB Beker · Play-offs